# Капитолий штата Мичиган
Капитолий штата Мичиган (англ. Michigan State Capitol) — здание органов законодательной и исполнительной власти штата Мичиган (США). Он находится в столице штата Мичиган городе Лансинг. Исторически сложилось так, что это третье здание правительства штата Мичиган.
Первый Капитолий был расположен в Детройте, первоначальной столице штата Мичиган. Он был переведён в Лансинг в 1847 году, в связи с необходимостью развития западной части штата и для облегчения защиты от британских войск, дислоцированных в городе Уинсор (Онтарио). Современное здание Капитолия, построенное в стиле архитектуры неоренессанса, было открыто в январе 1879 года.
Размеры здания составляют 345 футов 2 дюйма на 191 фут 5 дюймов и высота 265 футов. С учетом портиков и ступенек его размеры составляют 420 на 274 фута. Капитолий занимает одну шестую акра и насчитывал сто тридцать девять (139) комнат при первом завершении.

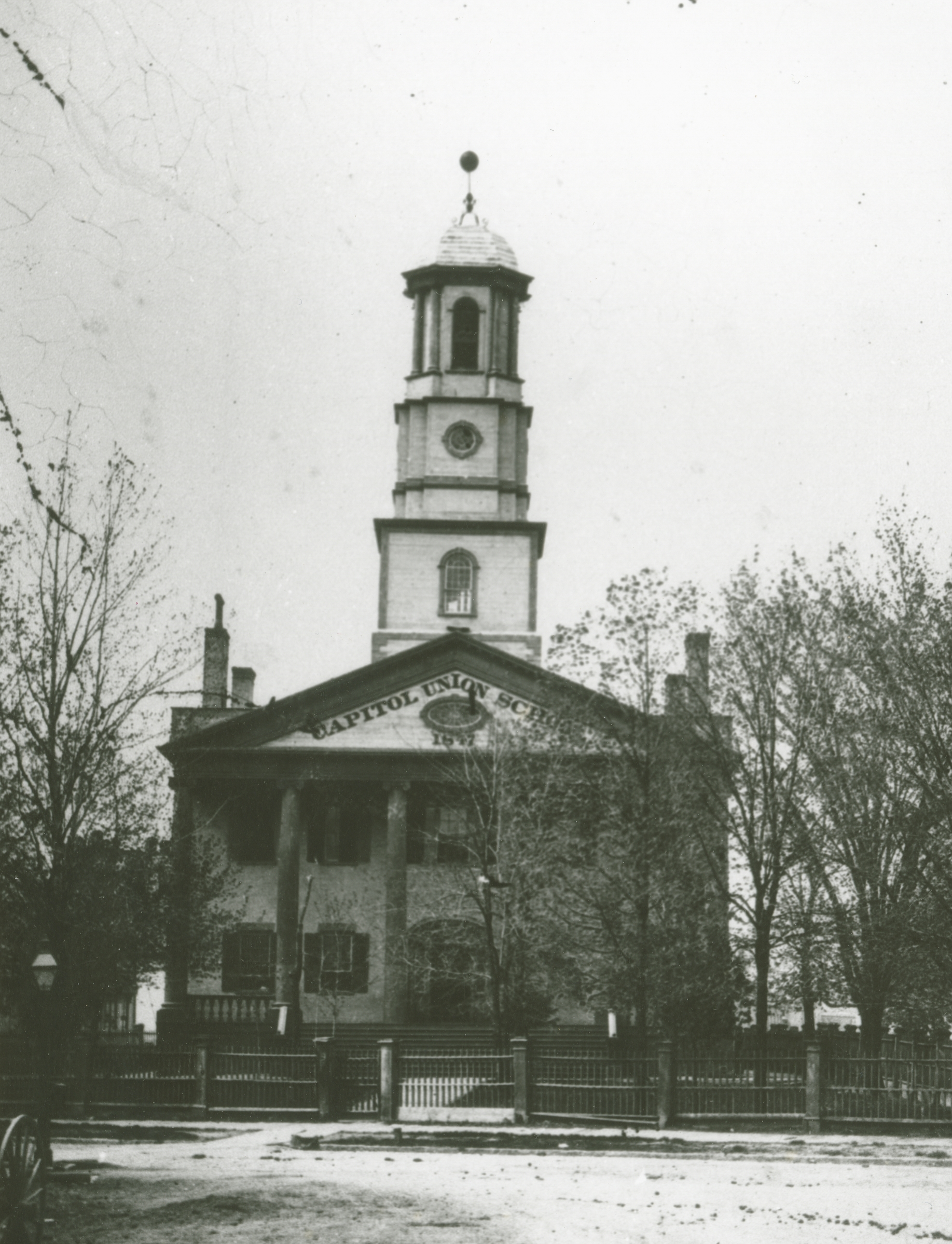
Первое здание Капитолия в Детройте, 1847 год